# Kabelo Mmono
Kabelo Mmono (né le 4 février 1980) est un athlète botswanais, spécialiste du saut en hauteur.

## Biographie
Deuxième des Championnats d'Afrique de 2002, derrière l'Algérien Abderrahmane Hammad, et vainqueur des Jeux africains de 2003, il s'adjuge le titre continental du saut en hauteur à l'occasion des Championnats d'Afrique 2004, à Brazzaville, en effaçant une barre à 2,17 m. En 2005, il franchit 2,20 m et devient détenteur du record national. Cette performance est améliorée par son compatriote Kabelo Kgosiemang en 2006.

### Palmarès
| Date | Compétition                    | Lieu        | Résultat | Performance |
| ---- | ------------------------------ | ----------- | -------- | ----------- |
| 1999 | Championnats d'Afrique juniors | Tunis       | 1er      |             |
| 2002 | Championnats d'Afrique         | Radès       | 2e       | 2,10 m      |
| 2003 | Jeux africains                 | Abuja       | 1er      | 2,15 m      |
| 2004 | Championnats d'Afrique         | Brazzaville | 1er      | 2,17 m      |

### Records
| Épreuve         | Performance | Lieu    | Date       |
| --------------- | ----------- | ------- | ---------- |
| Saut en hauteur | 2,20 m      | Nairobi | 7 mai 2005 |